# Campylacantha vivax
Campylacantha vivax är en insektsart som först beskrevs av Scudder, S.H. 1876.  Campylacantha vivax ingår i släktet Campylacantha och familjen gräshoppor. Inga underarter finns listade i Catalogue of Life.